# BoA (álbum)
BoA es su primer álbum debut del estudio en inglés de la cantante coreana BoA. Es su duodécimo álbum en general y el primero en inglés. Salió al mercado el 17 de marzo de 2009 y la versión DELUXE el 22 de septiembre de 2009.

## Antecedentes
En enero de 2008, se informó que BoA se planeaba entrar en el mercado de EUA. Sin embargo, Lee Soo Man, el jefe de la Junta de Auditores de la etiqueta SM Entertainment, negó esto.
El 29 de agosto de 2008 SM Entertainment anunciaron que habían empezado una etiqueta en USA, SM Entertainment USA.
El 2 de septiembre de 2008, BoA anunció oficialmente que entraba al mercado de los Estados Unidos.

## Producción
Para el álbum, BoA ha trabajado con conocidos productores de música como Bloodshy y Avant, Brian Kennedy y Sean Garrett. La grabación del álbum tuvo lugar en Tailandia, Australia, Atlanta y Los Ángeles. 
Durante una entrevista, BoA dijo que el álbum se compone de canciones optimistas...

## Promoción
Con el fin de promover el álbum, BoA actuó en YouTube Live en Tokio en noviembre. También en una grabación que se celebró el 3 de diciembre de 2008, en el estudio de MTV en Times Square. La grabación fue una actuación en directo, titulado MTV Mundial Presenta: BoA en vivo en Nueva York. Ella interpretó "Eat you up", "Look Who's talking" y el nombre de su quinto álbum de estudio coreano, "Girls on Top". MTV presentó mundialmente: BoA en vivo en Nueva York, fue programado para ser lanzado en Asia, Australia, Corea y Japón. BoA también actuó en el 2008 Jingle Ball, como un acto de apertura. También promovió en Corea del Sur en 2008 la SBS gayón Daejun. 

## Canciones
1. I Did It for Love (featuring Sean Garrett)
2. Energetic
3. Did Ya
4. Look Who's Talking
5. Eat you up
6. Obsessed
7. Touched
8. Hypnotic Dance Floor
9. Scream
10. Dress Off
11. Girls on Top

## Deluxe Versión
1.- Energetic (Radio Edit)
2.- Control
3.- Crazy About
4.- I Did It for Love (Feat. Sean Garrett)
5.- Did Ya
6.- Look Who's Talking
7.- Eat You Up
8.- Obsessed
9.- Touched
10.- Hypnotic Dancefloor
11.- Scream
12.- Dress Off
13.- Girls On Top
14.- Energetic
- Datos: Q482911